# Mellansluten central orundad vokal
Mellansluten central orundad vokal är ett språkljud. Det skrivs i fonetisk skrift med IPA-tecknet [ɘ]. 